# Abdalkurisparv
Abdalkurisparv (Passer hemileucus) är en fågel i familjen sparvfinkar inom ordningen tättingar.

## Utseende och läte
Abdalkurisparven är en 13–14 cm lång sparvfink, mycket lik sokotrasparven som den tidigare ansågs vara en del av, men även sindsparven. Hanen har grå ovansida och streckad rygg. Vingovansidan är svartaktig till mörkbrun, med beigefärgade till varmbruna fjäderkanter, kastanjebruna mindre täckare, grå spetsar på mellersta täckarna, smala beigefärgade spetsar på större täckarna och en liten ljus fläck vid handpennornas bas. På huvudet syns ett kastanjebrunt ögonbrynsstreck ovan ett svartaktigt ögonbstreck som båda böjer sig bakåt runt örontäckarna.Honan är något mindre, med ljusbrunt eller varmbeige istället för kastanjebrunt. 
Den skiljer sig från sokotrasparven genom ljusare och mindre utbredd fläck på strupen, vitaktigt istället för smutsigt gråsvart på övre delen av bröstet och nästan helt vit på resten av undersidan, ej ljusgrått. På ovansidan har den tydligt vitt vingband, smalare ögonstreck och ljusare grått på hjässa och rygg med svagare streckning. Hos honan syns inget av den grå strupfläck som hona sokotrasparv har.
Bland lätena hörs torrt tjirpande "cheep", "chee-sheep", "chip" och "jup".

## Utbredning och systematik
Fågeln förekommer enbart på ön Abd Al Kuri utanför Sokotra. Tidigare ansågs den vara en underart till sokotrasparv (P. insularis) och vissa gör det fortfarande.

## Status och hot
Abdalkurisparven har ett mycket litet utbredningsområde och en världspopulation som består av endast uppskattningsvis 250–1000 vuxna individer. Den tros också minska i antal. Internationella naturvårdsunionen IUCN kategoriserar den som sårbar.